# Áskell Löve
Áskell Löve (1916 - 1994) foi um botânico e fitogeógrafo islandês, pesquisador nas Universidades da Suécia, Canadá e EUA.
Teve uma ativa liderança no desenvolvimento da ciência da citotaxonomia e da fitogeografia. Trabalhou vários anos no Departamento de Biologia da Universidade do Colorado. Previamente havia sido professor e pesquisador no Departamento de Botânica da Universidade de Manitoba. Com sua mulher e colega de trabalho, a sueca Doris Löve, formaram uma parceria de fitogeógrafos de mérito.